# Hallau
Hallau é uma comuna da Suíça, no Cantão Schaffhausen, com cerca de 2.006 habitantes. Estende-se por uma área de 15,32 km², de densidade populacional de 131 hab/km². Confina com as seguintes comunas: Eggingen (DE - BW), Neunkirch, Oberhallau, Stühlingen (DE-BW), Trasadingen, Wilchingen.
A língua oficial nesta comuna é o Alemão.